# Parke nicht auf unseren Wegen

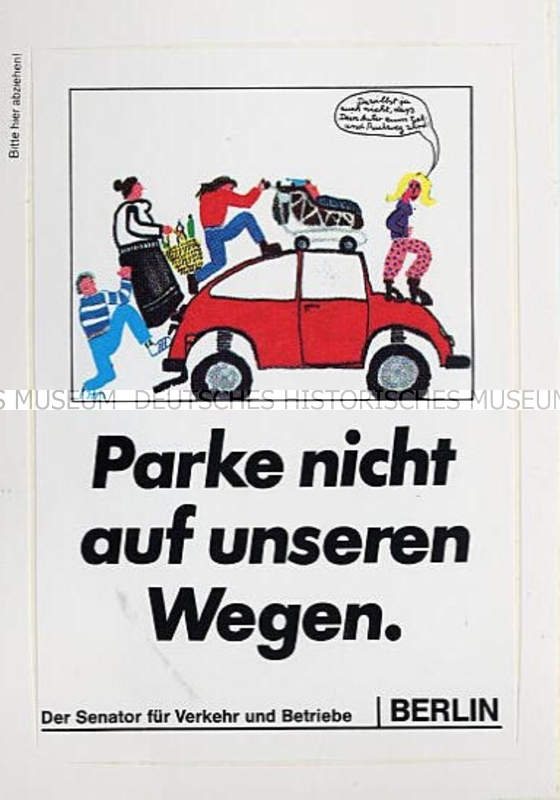
Aufkleber der Berliner Senatsverwaltung für Verkehr von 1987

Parke nicht auf unseren Wegen ist ein Aufruf zu Verkehrsdisziplin. Sie richtet sich gegen Behinderungen und Gefährdungen von Verkehrsteilnehmern, die durch das verbotswidrige Abstellen von Kraftfahrzeugen auf Fuß- und Radwegen, Fußgängerüberwegen oder ähnlichen Stellen entstehen. Die Teilnehmer dieser Bewegung bekleben diese Fahrzeuge mit einem Aufkleber, der in der Regel neben Piktogrammen auch den Text „Parke nicht auf unseren Wegen“ enthalten kann.

## Geschichte
Erste Nachweise für die Verwendung von Aufklebern mit der Aufschrift „Parke nicht auf unseren Wegen“ gibt es zumindest seit 1980, als im Magazin Der Spiegel ein Leserbrief nebst Reproduktion eines Aufklebers abgedruckt wurde, der von einer Bremer Bürgerinitiative ausgegeben worden war. 1986 erwähnte das Magazin in einem Artikel die Verwendung eines solchen Aufklebers in Hamburg.
Die Senatsverwaltung für Verkehr und Betriebe in Berlin brachte 1987 einen eigenen Aufkleber heraus.
Später waren die Aufkleber bundesweit in den Büros des ADFC und bei verkehrspolitisch aktiven Vereinen erhältlich. Die Arbeitsgemeinschaft fußgänger- und fahrradfreundlicher Städte, Gemeinden und Kreise in Nordrhein-Westfalen fördert seit ihrer Gründung (1993) die Kampagne „Parke nicht auf unseren Wegen.“
2015 berichtete die Neue Osnabrücker Zeitung über Aktivisten, die falsch geparkte Autos bekleben. Die Gemeinde Allensbach ließ Aufkleber drucken und förderte deren Nutzung gegen Falschparker. Der ADFC unterstützt die Bewegung weiterhin und ist an der Modernisierung der Mittel durch eine Vereinfachung von Ordnungswidrigkeitsanzeigen mittels Webformular bzw. der Förderung der App Wegeheld beteiligt. Die Wegeheld-App wurde inzwischen eingestellt, der Nachfolger weg.li ist als Web-app verfügbar und ist direkt in den Ablauf der Ordnungsämter vieler Gemeinden und Großstädte wie Dresden, Hamburg und Mannheim integriert.
Im Dezember 2017 wurde eine Aktion in Stuttgart bekannt, bei der falsch geparkte Pkw in Klarsichtfolie verpackt wurden. Ein Hinweis auf der Folie lautete:  „Kannste so parken, ist dann halt Scheisse.“

## Verschiedene Klebeformen
Es existieren drei grundverschiedene Varianten von Aufklebern. Selbstklebende, Anzufeuchtende (sog. Spuckis oder Schleckis) und Anhaftende. Zudem muss noch zwischen Papier- und Kunststoff-Aufklebern unterschieden werden. Bei den anhaftenden Aufklebern handelt es sich genaugenommen nicht um Aufkleber, sondern um Folien, die mit Adhäsion am Untergrund haften. Solche anhaftenden Sticker sind immer aus Kunststoff gefertigt und können sehr leicht wieder entfernt werden. Selbstklebende Aufkleber sind in der Regel schwerer zu entfernen und führen damit schneller zu Sachbeschädigungen. Anzufeuchtende Aufkleber kleben in der gleichen Weise wie klassische Briefmarken. Selbstklebende Papiersticker stellen die am schwersten zu entfernende Variante dar, da sie nicht ohne Probleme rückstandsfrei entfernt werden können.

## Rechtliche Würdigung und Anbringung
Das Bekleben eines fremden Fahrzeugs kann als Sachbeschädigung gewertet werden. Ob eine Sachbeschädigung vorliegt, kann durch die Art der Befestigung bestimmt sein. Wird als Hinweis ein Aufkleber verwendet, der eine Verbindung mit dem Lack eingeht, so dass bei dessen Entfernung Lackschäden entstehen, wird von einer Sachbeschädigung ausgegangen. Das Anhaften lassen eines adhäsiven Stickers wird in der Regel keine Sachbeschädigung darstellen. Dies gilt selbst dann, wenn mit der Entfernung erhebliche Mühen verbunden sind.
Generell lässt sich sagen, dass Aufkleber nicht an Fahrzeugteilen oder Stellen angebracht werden sollten, mit denen eine Sichtbehinderung erzeugt wird. Somit verbietet sich die Anbringung auf Rückspiegeln, Rückfahrkameras oder im zentralen Sichtfeld des Kraftfahrers auf der Windschutzscheibe. Auch die Anbringung auf lackierten Oberflächen eines Fahrzeugs sollte vermieden werden.